# Saulxures-lès-Bulgnéville
Saulxures-lès-Bulgnéville – miejscowość i gmina we Francji, w regionie Grand Est, w departamencie Wogezy.
Według danych na rok 1990 gminę zamieszkiwały 272 osoby, a gęstość zaludnienia wynosiła 29 osób/km² (wśród 2335 gmin Lotaryngii Saulxures-lès-Bulgnéville plasuje się na 777. miejscu pod względem liczby ludności, natomiast pod względem powierzchni na miejscu 641.).